# Нимфенбург
Нимфенбург (на немски: Schloss Nymphenburg; „замъкът на нимфите“) е замък/дворец в Мюнхен, построен от края на XVII и началото на XVIII век.
Замъкът е построен по заповед на курфюрст Фердинанд Мария, по повод рождението на престолонаследника Макс Емануел през 1664 г. Архитект е италианецът Агостино Барели – ученик на Бернини. 
Страничните павилиони са построени по заповед на Макс Емануел през 1701 г. Архитект е Енрико Дзукали. От 1715 г. Йозеф Ефнер добавя четирикрилите части на страничните сгради и модернизира фасадата на централната част по френски маниер. Така замъкът се превръща в лятна резиденция. В замъка е роден крал Лудвиг II Баварски.
По поръчка на Карл VII архитектът Франсоа Кювилие добавя към парка павилион – подарък за принцеса Мария Амалия, наречен на нея – Амалиенбург. 
Замъкът се намира в парк с площ 180 хектара. В него днес са разположени няколко музея, включително т.нар. „Галерия на красавиците“, поръчана от крал Лудвиг I Баварски при придворния му художник Карл Йозеф Щилер и рисувани през 1827 – 1850 г.